# Бессмертный Кузьмин
«Бессме́ртный Кузьми́н» (по первой строке известна как «Покати́лись вся́чины и ра́зности…») — песня, написанная Александром Галичем в августе — сентябре 1968 года как реакция на подавление «Пражской весны», которое он считал нравственной катастрофой для Советского Союза и началом движения советской империи к распаду. В этой песне Галич утверждает характерную для всей его поэзии идею личной ответственности гражданина за происходящее в обществе.
Действие песни разворачивается в Царском Селе, выступающим символом духовного родства всего Отечества, и включает две внешне изолированные сюжетные линии. В первой выражается авторская позиция: принятие на себя вины за происходящее современниками трёх поворотных эпизодов отечественной истории — Гражданской войны, Великой Отечественной войны и ввода советских войск в Чехословакию. Во второй сюжетной линии, которой перемежаются эпизоды первой, возникает образ противостоящего авторской позиции обывателя Кузьмы Кузьмича Кузьмина, не меняющегося от эпохи к эпохе, который в трагические моменты, когда «Отечество в опасности», занят только тем, что выпивает, закусывает и пишет анонимные доносы. В финале песни вечный, воспроизводящийся из эпохи в эпоху Кузьмин оказывается истинным хозяином Царского Села и главным действующим лицом истории.
Песня «Бессмертный Кузьмин» относится к наиболее цитируемым произведениям Галича, самая известная фраза из неё — «Граждане, Отечество в опасности! / Наши танки на чужой земле!» — часто употребляется в антивоенных публикациях и выступлениях.

## Место песни в творчестве Галича
Песня «Бессмертный Кузьмин» написана в августе — сентябре 1968 года, после ввода советских войск в Чехословакию. Галич воспринял подавление «Пражской весны» как нравственную катастрофу для Советского Союза, заставившую многих граждан пересмотреть своё отношение к советской системе. После этого, по мнению Галича, советская империя могла двигаться только к распаду.
Основное содержание песни — постоянно повторяющаяся в творчестве Галича тема ответственности гражданина перед собственной совестью, осознаваемой как личная вина в происходящих трагических событиях. Галич не требует и не может требовать от своей аудитории открытого самопожертвования, но призывает к честности перед самими собой. За этим стоит и личное чувство вины Галича, внутренний конфликт между выраженными в его песнях убеждениями и образом жизни благополучного советского писателя-сценариста, получавшего гонорары за «соцреалистические поделки», хоть и с «человеческим лицом». В предельной форме этот конфликт выражен в песне Галича «Петербургский романс» (август 1968 года), сочинённой накануне «демонстрации семерых» в защиту Чехословакии и написанной, как и «Бессмертный Кузьмин», под непосредственным влиянием пражских событий и реакции общества на них. Основная тема «Петербургского романса», рассказывающего, казалось бы, о восстании декабристов, — собственная неспособность действовать, когда это необходимо. Однако всем своим творчеством Галич утверждает, что эта личная неготовность к действию не лишает гражданина права осуждать то, что достойно осуждения.
Мотив личной ответственности, являющийся основной темой «Бессмертного Кузьмина», возникает ещё в пьесе Галича «Начало пути» (1946 год, ставилась в театре и публиковалась под названием «Походный марш»), один из героев которой говорит: «…если когда-нибудь такое повторится — то в этом будет лично моя вина… Значит, плох я был, профессор Левитин! Слишком лёгкие пути выбирал, сделал мало — если новая нелюдь не побоялась полезть на меня с оружием…». При утверждении пьесы к постановке в Камерном театре эти слова и весь фрагмент, содержащий рассуждения героя о необходимости каждому так думать, о том, что «в век атомной бомбы надо быть человеком прежде всего» и «справедливости не требуют шёпотом», были исключены по требованию цензуры. Сквозной нитью через всё творчество Галича проходит оценка молчаливого потворства как соучастия в происходящем. В его песне «Старательский вальсок» (1963 год) сказано: «Вот так просто попасть в — палачи: / Промолчи, промолчи, промолчи!» В «Памяти Пастернака» (1966) Галич, имея в виду в том числе и себя самого, заявляет: «До чего ж мы гордимся, сволочи, / Что он умер в своей постели!» В «Балладе о чистых руках», написанной, как и «Бессмертный Кузьмин», после ввода советских войск в Чехословакию в конце 1968 — начале 1969 года, поэт прямо обращается к соотечественникам: «И нечего притворяться — / Мы ведаем, что творим!» В «Русских плачах» (1974 год), развивая эту тему, Галич пишет о том, что попустительствующие тирании своей немотой сами становятся тиранами.
Ещё один сквозной мотив в творчестве Галича — ложь официальной пропаганды, противоречие между декларируемым словом и делом и непрерывное изменение того, что положено считать «правдой». Эта тема звучит во многих произведениях автора, начиная с ранней песни «За семью заборами» (написана совместно с Геннадием Шпаликовым). Галич в своих стихах и песнях доводит это противоречие до гротеска («Баллада о сознательности»), пародирует его («Съезду историков») и обличает («бесстыдные фанфары» в «Признании в любви», «зовите небылицы былями» в «Мы не хуже Горация»). В «Бессмертном Кузьмине» Галич называет официальную ложь «похлёбкою вранья», уподобляя её дурманному зелью.
Антагонистом, противостоящим авторской позиции, в «Бессмертном Кузьмине» выступает обыватель Кузьма Кузьмич Кузьмин, который заявляет себя «истым патриотом и верным сыном Отчества», а занимается на драматических поворотах истории, когда «Отечество в опасности», только написанием анонимных доносов. Галич часто обращался к образу «простого обывателя» в своих сатирических и драматических стихах и песнях. Эти его герои — достойные сочувствия обыватели-жертвы, страдающие под гнётом обстоятельств и находящиеся в неразрешимом конфликте между жизненными реалиями и требованиями авторитарной системы. Даже партийный функционер и записной демагог Клим Петрович Коломийцев сам оказывается жертвой породившей его действительности. Кузьма Кузьмич Кузьмин же — это не обыватель-жертва, а самоуверенный обыватель-агрессор, «некто с пустым лицом», у которого нет иного существования, кроме исполнения функций, возложенных на него сакрализованным государством. Подобный тип «обывателя-агрессора», «добровольного стукача» или «чиновного вертухая», не заслуживающего сочувствия и прощения, встречается в творчестве Галича реже, чем «обыватель-жертва», он выведен в таких песнях, как «Признание в любви», «Летят утки», в стихотворении «Рассказ старого конармейца», в сохранившемся рукописном отрывке из задуманного, но не осуществлённого цикла «Горестная жизнь и размышления начальника отдела кадров СМУ № 22 города Москвы».

## Художественные особенности песни
Песня «Бессмертный Кузьмин» имеет «монтажную» композицию, характерную для кинофильмов. Галич, будучи профессиональным драматургом и киносценаристом, активно использовал в своём песенно-поэтическом творчестве кинематографические и театральные приёмы, такие как смена ритма, интонации, стиля, наличие сложного сюжета, деление повествования на эпизоды.  В «Бессмертном Кузьмине» выделяются две параллельно развивающиеся, внешне изолированные друг от друга сюжетные линии: в первой выражено авторское отношение к личной ответственности гражданина в сменяющихся эпизодах отечественной истории, оцениваемых автором как трагические; во второй сюжетной линии, которой перемежаются эпизоды первой, описывается невозмутимый и безучастный обыватель Кузьма Кузьмич Кузьмин, поведение которого остаётся при всех событиях неизменным — он выпивает, закусывает и извещает «всех кого положено».
Сюжет и композиция «Бессмертного Кузьмина» перекликаются с куплетом из «Песенки о моей жизни» Булата Окуджавы (1962 год) — «А как первая война — да ничья вина. / А вторая война — чья-нибудь вина. / А как третья война — лишь моя вина, / а моя вина — она всем видна». У Галича многократно повторяется и варьируется тема «моей вины» применительно к трём войнам — Гражданской войне, Великой Отечественной войне и вводу советских войск в Чехословакию, причём «ничью вину» он категорически не приемлет: «А чья вина? Ничья вина! / Не верь ничьей вине, / Когда по всей земле война, / И вся земля в огне!»
Песне предшествуют два эпиграфа, являющиеся, как и во многих других стихах и песнях Галича, своеобразными авторскими комментариями, придающими последующему тексту дополнительные смыслы. Первый эпиграф — «Отечество нам Царское Село», цитата из стихотворения Пушкина «19 октября» — ассоциируется с повторяющимся в песне рефреном «Граждане, Отечество в опасности!». Царское Село, как единое место действия всех эпизодов песни, становится символом, выражающим идею всеобщего духовного родства граждан и отсылающему к блоковскому восприятию России как «пушкинского дома». Ещё одной отсылкой к блоковскому контексту (стихам «О, весна без конца и без краю» и «Май жестокий с белыми ночами!») и, через него, к другим песням Галича («Цыганский романс», «Новогодняя фантасмагория», «Желание славы») являются строки «Был май без края и конца, / Жестокая весна!», звучащие, в отличие от строк Блока, не мажорно, а в тяжёлом миноре.
Царскосельская атмосфера, в которой разворачивается действие, подчёркивается использованием классических поэтических формул, контрастирующих с описанием трагических военных событий: «Там, в Царскосельской тишине, / У брега сонных вод… / И нет как нет конца войне, / И скоро мой черёд!», «А где мы шли, там дождь свинца, / И смерть, и дело дрянь! / …Летела с тополей пыльца / На бронзовую длань». «Бронзовая длань», постоянно упоминаемая в песне, также усиливает её «пушкинский» контекст, указывая на знаменитый памятник Пушкину в лицейском саду.
Второй эпиграф — «Эх, яблочко, куды котишься…» — взят из знаменитой анархистской песни «Яблочко», популярной во время Гражданской войны как среди белых, так и среди красных, и отсылает ко второму, «низкому», стилевому и смысловому слою песни, где находится противостоящий авторской позиции антагонист Кузьма Кузьмич Кузьмин, который в конце концов и становится хозяином Царского Села.

## Содержание песни
Основная тема песни, гражданская ответственность, ощущаемая как личная вина в происходящем, раскрывается в трёх «царскосельких» эпизодах, описывающих три войны, три трагических периода в истории Отечества.
Первый эпизод — «Граждане, Отечество в опасности! / Граждане, Гражданская война!». Гражданская война для Галича — это братоубийственная в буквальном смысле слова смута, вину за которую каждая из участвующих сторон принимает на себя: «И младший брат, сбежав с крыльца, / Сказал: „Моя вина!“… И старший брат, сбежав с крыльца, / Сказал: „Моя вина!“… На брата брат идёт войной…». Прошедшее время примиряет воевавших друг с другом братьев, и над их виной шелестит «забвенья трын-трава». На фоне гражданской трагедии контрапунктом появляется образ равнодушного Кузьмы Кузьмича Кузьмина, который выпив рюмку «хлебного» и закусив севрюжкою, анонимно извещает «власти предержащие».
Второй эпизод — Великая Отечественная война («Граждане, Отечество в опасности! / Танки входят в Царское село!»). Галич воспринимает эту войну как трагическую, но обязательную, и при этом отказывается признавать «ничью вину» в происходящем, утверждая позицию, заявленную ещё в его ранней пьесе «Начало пути» (1946), согласно которой даже если человек не может непосредственно влиять на события, то «лучше и честнее» будет, если он задумается над тем, что мог сделать, чтобы помочь их избежать: «Пришла война — моя вина, / И вот за ту вину / Меня песочит старшина, / Чтоб понимал войну». И опять возникает образ Кузьмы Кузьмича Кузьмина, который, выпив стопку «чистого» и закусив огурчиком, извещает «дорогие органы».
Третий эпизод — ввод советских войск в Чехословакию («Граждане, Отечество в опасности! / Наши танки на чужой земле!»), в ответ на который и была написана песня. Эту войну Галич категорически не приемлет, прямо обращаясь к соотечественникам: «Вопят прохвосты-петухи, / Что виноватых нет, / Но за враньё и за грехи / Тебе держать ответ!» Интонации Галича становятся непримиримыми и откровенно обвинительными: «А если нет, то чёрт с тобой… Тогда опейся допьяна / Похлёбкою вранья», причём выражение «чёрт с тобой» здесь не только выражает презрение, но и употребляется в буквальном смысле — «на стороне зла». Однако выступать в роли судьи Галич позволяет себе только оставаясь совиновником происходящего, готовым взвалить ответственность на свои плечи: «И пусть опять — моя вина, / Моя вина, моя война». На фоне горьких и обличительных авторских интонаций снова возникает Кузьма Кузьмич Кузьмин, выпивший «молдавского» под селёдочку и извещающий «всех, кого положено».

## Бессмертие Кузьмы Кузьмича Кузьмина
Тема жизни, смертности и бессмертия часто возникает в творчестве Галича и по-разному разрешается для разных его персонажей. Протагонист и лирический герой Галича — всегда интеллектуальная и моральная личность, он готов к совместному участию в жизни с другими людьми, способен взять на себя груз ответственности и поэтому полноценно жив. Отказ от сочувствия и сопереживания для Галича равносилен отказу от жизни, в посвящённой памяти Михоэлса песне «Поезд» он говорит, в том числе о себе: «…Живём мы, в живых не значась… / Непротивление совести — / Удобнейшее из чудачеств!» Истинная же жизнь у Галича всегда смертна, и эта смертность даёт возможность герою, благодаря присущей ему этике самопожертвования, обрести подлинное бессмертие как бытие в человеческой памяти, в вечно звучащем слове. В стихотворении «Кошачьими лапами вербы…» Галич, вспоминая одновременно Чехова и Ильфа, пишет: «Ты смертен, и это награда / Тебе — за бессмертье твоё…».
Беда «обывателя-жертвы», которому Галич искренне сочувствует, но с которым никогда себя не отождествляет, в том, что ему недоступен мир идей и смыслов. «Обыватель-жертва» лишён жизненной инициативы, он существует только в мире вещей и внешней необходимости, исполняя навязанную ему программу. Его смерть всегда окончательна, без какой-либо посмертной перспективы, умирая, он исчезает, оставляя после себя только ту груду вещей, из которой и состояла его жизнь. Для обывателя у Галича доступна только иллюзия воскрешения в навязанной сакрализованным государством фиктивной реальности, как это произошло с героем гротесковой «Баллады о сознательности».
«Обыватель-агрессор» Кузьма Кузьмич Кузьмин бессмертен изначально. Его бессмертие выражается в бесконечной повторяемости, в которой он родственен только самому себе и своим бесчисленным копиям. Эта повторяемость подчёркивается и его тавтологическим именованием, и единообразным для всех времён описанием образа его действий («выпил-закусил-написал донос»). Однако и это ограниченное существование Кузьма Кузьмич получает только от государственной системы, которой он за это верно служит. Собственного бытия «бессмертный» Кузьмин не имеет и изначально не жив, он возможен только в навязанной авторитарным государством мифологизированной реальности, подчинённой идеологическим шаблонам. В атмосфере всеобщего умолчания и моральной неопределённости («И не поймёшь, кого казним, / Кому поём хвалу?!») именно Кузьма Кузьмич Кузьмин оказывается хозяином Царского Села — духовного центра Отечества. В финале песни его шляпа, на которую теперь летит пыльца, подменяет собой бронзовую длань памятника, так же, как «бессмертный» Кузьмин подменяет собой бессмертного Пушкина, становясь главным действующим лицом истории.

## Критика и актуальность песни
Современники Галича видели в «Бессмертном Кузьмине» прежде всего декларацию гражданской позиции, требование осознать собственную вину за происходящее в стране и мире и выражение готовности взвалить эту вину на свои плечи. С этой же точки зрения рассматривают песню исследователи авторской песни А. Е. Крылов, усматривающий в ней полемику с Булатом Окуджавой, и С. В. Свиридов, изучающий социальные типы героев в творчестве Галича. Литературовед А. В. Кулагин включает «Бессмертного Кузьмина» в литературное пространство «поэтического Петербурга Галича», противопоставленного советской реальности XX века. Филолог Н. А. Богомолов полагает, что песня — прежде всего о роли в мировой истории бессмертного Кузьмы Кузьмича, и считает, что она не принадлежит к лучшим в творчестве автора, но заслуживает подробного анализа содержащихся в ней отсылок к обширному историческому и литературному контексту — от Вяземского, Рылеева и Бестужева до Блока и Катаева. Через этот контекст песня оказывается прямо связана с другими произведениями Галича, от ранней «Песни про острова», где «неправда не бывает права», до «Новогодней фантасмагории», в которой Христос уходит от тех, кто верит в его пришествие, и трагического «Желания славы».
«Бессмертный Кузьмин» относится к ситуативно цитируемым произведениям Галича, отсылки к ней всегда связаны с содержанием песни и конкретными обстоятельствами. Вне контекста, посвящённого творчеству автора или авторской песне в целом, обычно встречается — как правило, в антивоенных публикациях — только одна фраза из неё: «Отечество в опасности! Наши танки на чужой земле!». В то же время эта фраза употребляется достаточно часто для того, чтобы отнести «Бессмертного Кузьмина» к числу наиболее цитируемых произведений Галича.

### Комментарии
1. ↑  В воспоминаниях В. П. Лебедева приводятся слова Галича, сказанные им после вторжения в Чехословакию: «Империя достигла, думаю, предела своих возможностей. Это пик. Лет через двадцать начнётся распад»[8].
2. 1 2 3  Кузьма Кузьмич пьёт напитки и употребляет закуски, характеризующие каждое из упоминаемых времён. «Хлебное вино» — официальное наименование водки до начала 1930-х гг.; «чистый» — чистый неразбавленный спирт, употребляемый в военную пору; «молдавский» — популярный в СССР сорт коньяка[35].